# 김세민 (2001년)
김세민(2001년 5월 5일 ~ )은 대한민국의 배우이자 모델이다.

## 학력
- 상원초등학교

## 출연

### 드라마
- 2009년 SBS 아내가 돌아왔다
- 2010년 SBS 희망 TV 드라마 《사랑의 기적》 - 소라 역

### 어린이
- 2007년 KBS TV유치원 파니파니

### 기타
- 2008년 MBC 시트콤 "그분이 오신다"

### TV CF
- 2008년 유한킴벌리
- 2008년 한국수력원자력
- 2008년 롯데손해보험
- 2008년 식품의약품안전청 HACCP
- 2009년 한국관광공사